# Kiviõli
Kiviõli är en stad i landskapet Ida-Virumaa i Estland. Den är belägen 130 km öster om huvudstaden Tallinn och utgjorde en egen stadskommun fram till 2017 då den införlivades i Lüganuse kommun. Antalet invånare var 5 088 år 2011.
Kiviõli ligger utmed den baltiska järnvägen på sträckan mellan Narva och Tallinn. Den ligger 53 meter över havet och terrängen runt staden är platt. Runt Kiviõli är det ganska tätbefolkat, med 111 invånare per kvadratkilometer. Närmaste större samhälle är Kohtla-Järve, 17 km öster om Kiviõli. Trakten runt Kiviõli består till största delen av jordbruksmark.
Inlandsklimat råder i trakten. Årsmedeltemperaturen i trakten är 2 °C. Den varmaste månaden är juli, då medeltemperaturen är 18 °C, och den kallaste är februari, med −12 °C.